# ТЕС Айн-Салах
ТЕС Айн-Салах – теплова електростанція в центральній частині Алжиру, споруджена на околиці розташованої в Сахарі оазі Айн-Салах.
В кінці 20 століття для забезпечення оази електроенергією ввели в дію дві встановлені на роботу у відкритому циклі дві газові турбіни потужністю по 8 МВт.
В 2000-х роках на тлі зростання попиту на майданчик станції Айн-Салах перемістили чотири газові турбіни потужністю по 25 МВт з ТЕС Мсіла (остання в свою чергу отримала їх ще у першій половині 1980-х).
ТЕС Айн-Салах використовує природний газ, який подають з родовища Айн-Салах по двом перемичкам, що стали до ладу в 1999 та 2007 роках та мають діаметр 300 мм та 400 мм відповідно.
Можливо також відзначити, що для забезпечення потреб газового промислу Айн-Салах в 2002 році постачили дві газові турбіни компанії Rolls-Royce типу RB211-G62 потужністю по 28 МВт. У 2008 році, враховуючи необхіність компремування додаткових об’ємів газу, замовили третю таку турбіну.